# Енді Герцфельд
Енді Герцфельд (англ. Andy Hertzfeld, нар. 6 квітня 1953 (71 рік) , Філадельфія ) — американський програміст і винахідник, старший програмний архітектор ОС для Macintosh в 1981 році.

## Біографія
Народився в 1953 році в Філадельфії. У 1975 році отримав ступінь бакалавра інформатики в Браунівському університеті, й вступив до магістратури Каліфорнійського університету в Берклі. У 1978 році він придбав персональний комп'ютер Apple II, і незабаром почав писати для нього програми. У 1979 році він був узятий на роботу компанією Apple Computer системним програмістом і розробив вбудоване програмне забезпечення для принтера Apple Silentype і відеокарти Sup'R'Terminal. На початку 1980-х він запросив свою університетську знайому Сьюзен Кер приєднатися до команди розробників Apple Computer графічною дизайнеркою.
У лютому 1981 року Стів Джобс включив Енді Герцфельда на його прохання в команду розробників Macintosh. Працюючи на Гая Тріббла разом з Біллом Аткінсоном і Барелом Смітом, Герцфельд став старшим програмним архітектором Mac OS, яка здійснила революцію завдяки тому, що в ній був введений графічний інтерфейс користувача.
У 1984 році Енді Герцфельд пішов з Apple Computer. Після цього він взяв участь у створенні ще трьох компаній — Radius (1986), General Magic (1990) і Eazel (1999). У Eazel він допоміг створити файловий менеджер Nautilus для середовища робочого столу GNOME. У 2002 і 2003 роках він добровільно працював для Open Source Applications Foundation, написавши перші прототипи  персонального інформаційного менеджера Chandler. На початку 2004 року Герцфельд створив сайт folklore.org. З серпня 2005 року став працювати в компанії Google. Брав участь у створенні соціальної мережі Google+.